# Svarun
Svarun, ekološka i mirovna inicijativa (»radna grupa«). U proljeće 1986. dobiva ime Svarun (po Svarogu; Svàrūnu). U pojedinim se izvorima drži pokretom, prethodnicom sadašnje Zelene akcije. Drugi ga drže inicijativom jedne generacijske grupe.

## Povijest
Druge polovine 1980-ih, u osobitoj društveno-političkoj situaciji, Svarun je započeo svoje djelovanje kao »radna grupa« pri Savezu socijalističke omladine Hrvatske, sve s ciljem postizanja legalnoga statusa. U prvo je vrijeme djelovanje bilo polulegalno, a poslije uskraćivanja prostorija OK SSOH Trnje djelovanje je potpuno ilegalno i naposljetku legalno u okvirima sveučilišne konferencije tadanje omladinske organizacije. 
Ekologija, nenasilje, ravnopravnost spolova, duhovnost, antiautoritarnost, bile su temeljne odrednice okupljanja i djelovanja. Poslije se odvojila feministička skupina započela djelovati kao »Ženska grupa Trešnjevka«. Otpočinjanjem procesa slobodnoga političkog djelovanja Svarun prestaje s radom, dok se dio ključnih osoba priključio koaliciji »Europskoj zelenoj listi« na prvim višestranačkim izborima u Hrvatskoj.
Svarun se zalagao protiv gradnje druge nuklearne elektrane, koja se trebala graditi južno od Zagreba, te za pravo na prigovor savjesti.

## Unutarnje poveznice
- Pokušaji za legalno formiranje ekološkoga društva »Ekološka javnost« na Filozofskom fakultetu u Zagrebu.